# Велицька сільська територіальна громада
Велицька сільська територіальна громада — територіальна громада в Україні, у Ковельському районі Волинської області. Адміністративний центр — село Велицьк.
Площа громади — 212 км², населення — 4010 мешканців (2018).
Утворена 14 серпня 2015 року шляхом об'єднання Велицької, Мельницької, Підрізької та Сільцівської сільських рад Ковельського району.

## Населені пункти
До складу громади входять 12 сіл:
- Арсеновичі
- Велицьк
- Кашівка
- Кривлин
- Кухарі
- Мельниця
- Мирин
- Підліси
- Підріжжя
- Рудка-Миринська
- Сільце
- Угли